# Cukang Galih
Cukang Galih is een bestuurslaag in het regentschap Tangerang van de provincie Banten, Indonesië. Cukang Galih telt 11.683 inwoners (volkstelling 2010).